# Lynne Boddy
Lynne Boddy es profesora de Ecología microbiana en la Universidad de Cardiff. Su labor científica se centra en la ecología de la descomposición de madera, incluyendo sinecología y autecología. Ha sido acreedora a la medalla Frances Hoggan en 2018, otorgada por la Sociedad Científica de Gales.

## Educación y primeros pasos
Lynne Boddy estudió biología en la Universidad de Exeter. Se interesó en la micología a través de la tutoría del notable micólogo John Webster y el encuentro con el hongo Serpula lacrimans, causante de podredumbre seca en su alojamiento estudiantil. Se unió a las Universidad Queen Mary de Londres como asistente de investigación en la pudrición de madera, donde sería la organizadora del  simposio local de Basidiomycetes descomponedores. Adquirió su PhD en ecología por la Universidad de Queen Mary de Londres y un Doctorado en Ciencia DSc en ecología de la composición de madera de la Universidad de Exeter bajo la supervisión de Mike Swift.

## Carrera e investigación
Boddy fue nombrada investigadora postdoctoral por la Universidad de Bath. Posteriormente, se unió a la Universidad de Cardiff en 1983, donde trabajó en interacciones antagonistas, micelio y comunidades fúngicas. Las comunidades fúngicas impactan el ritmo de la descomposición de la madera. Ella estudió cómo las redes neuronales podrían ser utilizadas para analizar los datos de la citometría de flujo desde el fitoplancton. Está interesada en cómo los hongos compiten entre ellos, mientras investiga el suelo del bosque. Boddy identificó que los hongos compiten entre ellos produciendo químicos inhibitorios que pueden ser transmitidos a través del aire, equivalente al gas tóxico producido durante Primera Guerra Mundial.  Sus investigaciones en este ámbito han sido publicadas en New Scientist.
Boddy lidera el Grupo de Ecología Fúngica de la Universidad de Cardiff . Observó la descomposición de los restos del tosco leñoso. Ha estudiado el rol de los hongos en el ciclo del carbono y otros nutrientes. Boddy Ha estudiado los principales efectos del establecimiento de las comunidades fúngicas en la madera. Encontró que las variables abióticas impactan las interacciones fúngicas en la madera de los Fagusy que las habilidades combativas de los hongos eran sensibles a la temperatura ambiental. Demostró que las diferencias en los factores abióticos entre sitios pueden causar variación en el impacto de efectos de la descomposición de madera. En 2008 Boddy expuso para el diario The Guardian que los hongos son de un valor inestimable para el ser humano. Clama que sin ellos los ecosistemas terrestres, incluyendo los humanos, no existirían.

### Alcance público
Boddy ha hablado sobre hongos en televisión y radio. Contribuyó a la película Superfungi: ¿ayudarán los hongos a salvar el mundo? Fue Presidente de la Sociedad Ecológica Británica en 2009. Fundó el día del Hongo de la Sociedad Micológica Británica, el cual se lleva a cabo en octubre y destaca la importancia del Reino Fungi en los ecosistemas. Sobresalta la función de las micorrizas en la salud de las plantas y el impacto que pueden tener los entusiastas de la micología sobre el entendimiento de la diversidad fúngica.  En 2009 fue parte del grupo ganador de una medalla de oro en el RHS Espectáculo de Flores de Chelsea. Dirigió el comité organizador de la Exhibición De Otro Reino del Jardín Botánico de Edimburgo. Boddy fue parte de la ópera de ciencia realizada en el Festival "Hombre Verde" en 2017. La presentación incluyó la investigación de Boddy sobre las redes de micorrizas y se llamó Wood-Wide Web. En 2016 Boddy perfiló en el programa The Life Scientific. En 2018 dictó una conferencia por el día de la mujer en la Universidad de Cardiff.

## Honores y premios
- 1989 Premio de Berkeley de la Sociedad Micológica Británica[3]
- 1999 Sociedad de Microbiología[3]
- 2011 Elegida como Socia de la Sociedad Científica de Gales (FLSW)[30]
- 2016  Premio de Ecología del Pantano Sociedad Ecológica británica[31][32]
- 2018 Medalla Frances Hoggan de la Sociedad Científica de Gales[33]
- 2018 Doctorado honorario por la Universidad de Abertay[34]

Boddy fue nombrada Miembro del Orden del Imperio británico (MBE) en el aniversario de honor de 2019 por sus servicios a la micología y su compromiso con la participación del público en la ciencia.

## Publicaciones
- Rayner, A.D.; Boddy, Lynne (1995). Fungal decomposition of wood : its biology and ecology. Wiley. ISBN 978-0471103103. OCLC 487040189.
- Frankland, Juliet C.; Van West, P.; Boddy, Lynne (2008). Ecology of saprotrophic basidiomycetes. Elsevier Academic Press. OCLC 243828240.
- Ainsworth, Martyn; Boddy, Lynne; Coleman, Max (2010). From another kingdom : the amazing world of fungi. Royal Botanic Garden, Edinburgh. ISBN 9781906129675. OCLC 920233370.
- Watkinson, Sarah C.; Boddy, Lynne; Money, Nicholas P. (7 de enero de 2016). The fungi (Third edición). Waltham, MA. ISBN 978-0123820341. OCLC 932528410.